# Lespesia affinis
Lespesia affinis là một loài ruồi trong họ Tachinidae.